# Carrefour Industrielle Alliance
Le Carrefour Industrielle Alliance est un centre commercial au centre-ville de Montréal, situé dans l'ancien grand magasin Simpsons sur la rue Sainte-Catherine ouest entre les rues Mansfield et Metcalfe. Une partie du bâtiment abrite encore un grand magasin, avec la succursale du centre-ville de Simons. L'autre occupant principal est un Cinéma Banque Scotia (en), ce qui nécessite la rénovation de la majeure partie de l'intérieur. Il y a aussi un petit centre commercial souterrain avec une aire de restauration. 

## Histoire

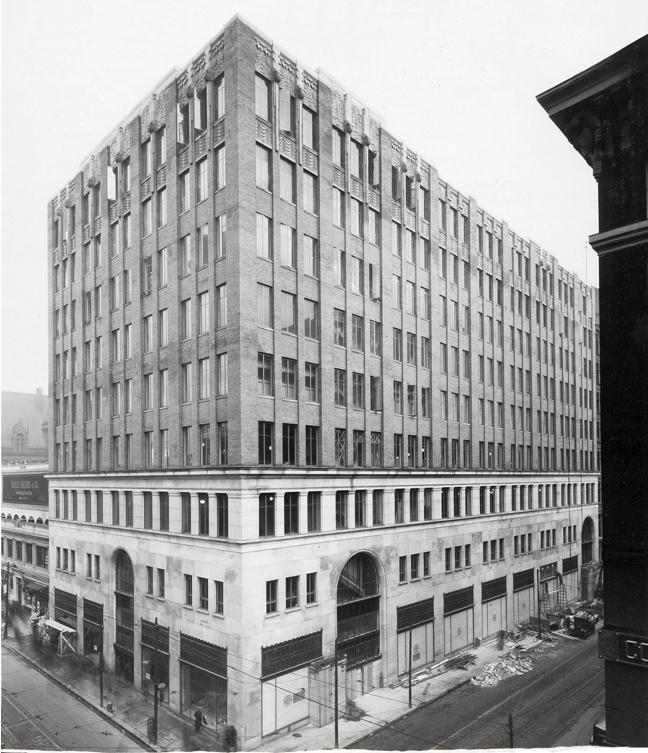
En construction en 1928.

En 1893, marchand John Murphy abandonne le Vieux-Montréal pour la rue Sainte-Catherine, où il ouvre ses portes dans un nouvel immeuble de cinq étages au coin de la rue Metcalfe. En 1905, la Robert Simpson Company acquiert une participation majoritaire, mais continue d'exploiter le magasin sous le nom de Murphy. Le magasin est agrandi en 1909-10. En 1928, il est acquis en totalité par Simpson's, qui démolit le bâtiment et construit un nouveau magasin couvrant la largeur de l'îlot.
Le nouveau magasin est conçu par la firme d'architectes Chapman et Oxley (en) de Toronto. Le bâtiment est destiné à être plus grand, similaire à leur magasin phare (en) à Toronto. Cependant, les plans ont été réduits en raison de la Grande Dépression. C'est le dernier grand magasin à être construit sur la rue Sainte-Catherine, marquant la fin d'une ère de développement qui a débuté en 1891 avec le Colonial House d'Henry Morgan.
L'extérieur du bâtiment est construit avec du calcaire de Bedford (en), avec des détails art déco en bronze aux fenêtres et aux entrées. Le magasin est agrandi en 1949 et 1954,. La transformation la plus importante a lieu en 1999, une décennie après la fermeture du magasin Simpsons, pour abriter le cinéma et Simons.

## Accès

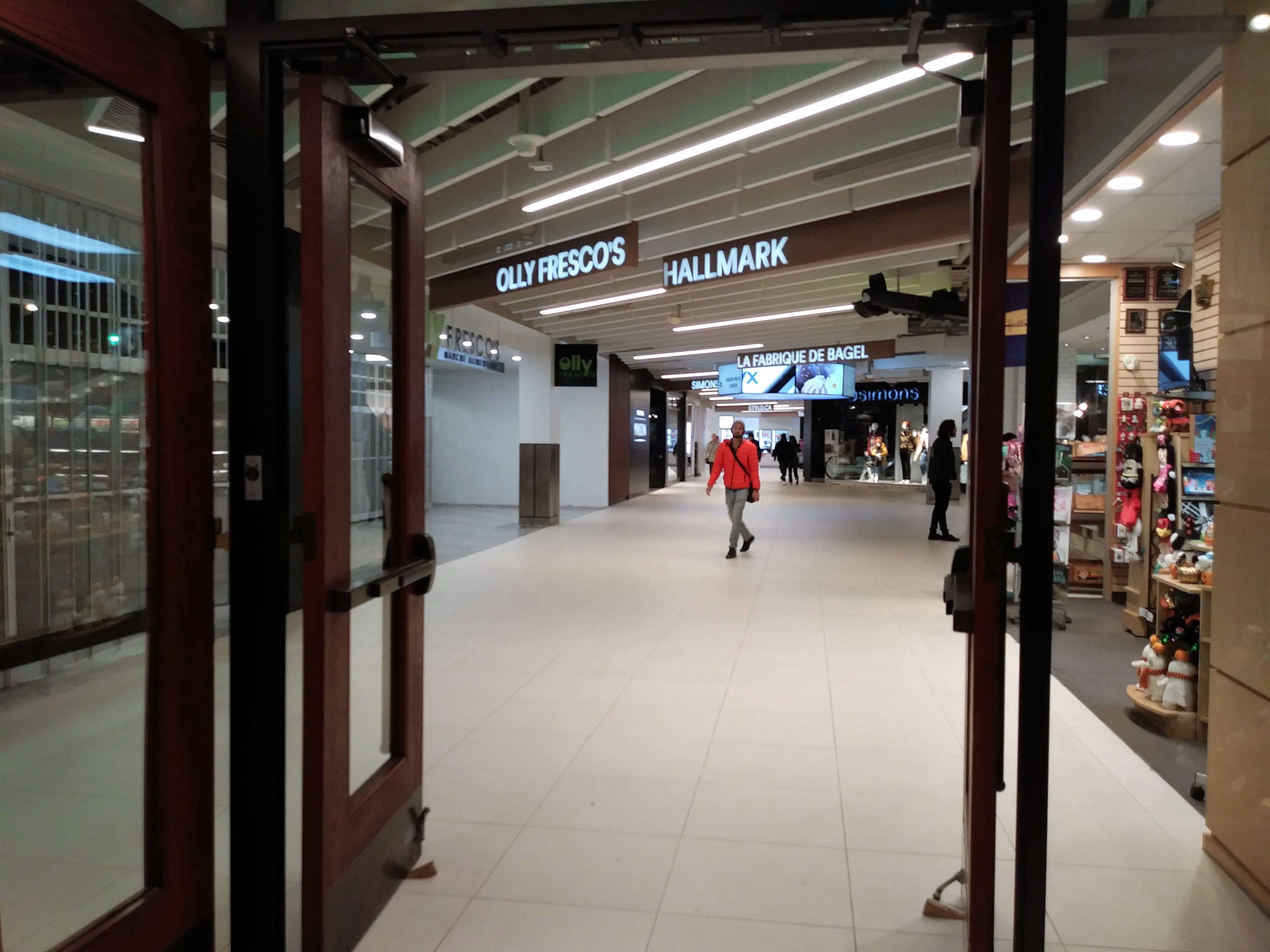
Magasins, niveau métro.

L'immeuble est relié à la station Peel ainsi qu'au Montréal souterrain, entre Les Cours Mont-Royal et la Place Montréal Trust.